# 銀のしっぽ
『銀のしっぽ』（ぎんのしっぽ）は、森真理作の4コマ漫画。小学館の『ビッグコミック増刊号』で1999年12月号から連載を開始し、その後『ビッグコミック』本誌と並行で2009年まで、本誌のみで2011年まで連載された。森の一時休業にともなう中断を挟んで、2012年に増刊および『ビッグコミック』系3誌の公式サイト「ビッグスリーネット」で連載を再開し、2016年12月増刊号に最終話が掲載された。

## 物語
普段はお稲荷さんだが、夜になるとその場所に突如現れるバー「シルバー」の美人ママ、銀子とそこに通うお客とのやりとりを描く。

## 登場人物

### 「シルバー」のスタッフ
銀子ママ（ぎんこママ）
この漫画の主人公にして、バー「シルバー」の経営者。実は齢ン百年の銀ギツネ。京都出身。とても美人で何人もの客から口説かれているがいつもやんわりと断っている。普段から京都弁でしゃべりいつも着物姿。ただかなりの天然ボケ。好物は当然油揚げと鶏肉。犬と機械ものは苦手。絵がとても下手（ただ本人はうまいと思っている）で何を描いているかはタマオにしかわからない。閉店後は、元のキツネにもどって神社の祠の裏で寝ている。
タマオ
「シルバー」のホステス。正体はネコ。イケメンにはとても愛想がいいが、そうでない男にはかなりの毒舌。高級ブランド品や健康器具に目がなく、給料はほとんどその衝動買いに使われる。一時他の店に移っていたがすぐに戻ってきた。
ジンちゃん
「シルバー」のとても寡黙なバーテンダー。作中でほとんどしゃべったことがない。腕はなかなかのものだが、研究熱心が高じて、時にはとんでもないカクテルを作ってしまうこともある。もとはお地蔵さんだったが銀子ママに助けられ、恩返しのために「シルバー」で働くようになった。

### 「シルバー」の常連客
シバタ
カモネギ商事の営業部に勤めるサラリーマン。「シルバー」ではほとんどツケで済ましてしまい、ごっそりボーナスを取られている。とかく女性にモテないのが悩みで、家では所有の冷蔵庫に「レイコ」と名づけているほど。
服部（はっとり）
40代のサラリーマン。見事なほどのバーコード頭。とても歌がうまくみんなが聞きほれてしまう。「シルバー」の閉店後はまっすぐ家に帰らず、外で酔いつぶれて寝ていることが多い。
課長（かちょう）
姓は「野口」だが、作中ではほとんど「課長さん」と呼ばれている。服部の同僚にして親友。マイホームパパでいつも自分の子供にいいところを見せようとしている。これでも昔は暴走族だった。
風水先生（ふうすいせんせい）
風水師。だが、ほとんど当たったためしがない。「シルバー」では毎度のように銀子ママを口説いている。かなりの浮気性にして恐妻家。いつも家に帰るのを怖がっている。
郷 岩太郎（ごう いわたろう）
動物写真家。日本全国を動物撮影のために飛び回っている。こちらも銀子ママにぞっこんなのだが、口説けたことがない。
団塊（だんかい）
カモネギ商事の元・部長。シバタの上司だった。典型的な会社人間だったため、退職した現在暇をもてあましている。カメレオンのような顔をしている。鉄道好き。
ミラノ
カモネギ商事の現在の営業部長。団塊の後任。「シルバー」の常連としては珍しいくらいにダンディ。40代にして独身を謳歌している。

### その他
小豆ちゃん（あずきちゃん）
銀子ママの姪で、京都在住の子ギツネ。いつも夏休みや年末年始に「シルバー」にやってきては、アルバイト代を稼いでいる。ガキなのに意外とマセている。
金子（きんこ）
銀子ママの姉。イタズラ好き。銀子ママのヒゲをちょん切って人間に化けられなくし、その隙にバー「シルバー」を乗っ取ったことがある。
ひょう太（ひょうた）
銀子ママの甥の気弱なキツネ。増刊号のみ登場していた。ずっと大学受験に失敗し、5年間浪人していたが、ようやく合格した。タマオに気がある。
ぼたんママ
バー「マミアナ」のママで、正体はタヌキ。幼いころから銀子ママとよく遊んでいたらしい。銀子ママを何かとライバル視しているが、当の本人は全く気にしていない様子。客の獲得のためには手段を選ばない。
中村（なかむら）
シバタの同僚で高校時代からの親友。シルバーで知り合った女性と結婚。2児の父。
アスカ
シバタの後輩。シバタとは違いイケメンで、いつも女性からの電話が絶えず、シバタに自慢している。
梅ちゃん（うめちゃん）
もともとシバタの後輩だったが、あっという間に仕事上シバタを追い抜いていった女性。いまもシバタが気にしている。
原田（はらだ）
シバタの後輩。シバタ同様にモテない。彼女はできたがヒモにされていた。
ジェームズ
シバタの上司。「シルバー」で起こる出来事にいつも驚きっぱなしのアメリカ人。
ヨハン
シバタの上司でジェームズの仲間のドイツ人。ジェームズにいつも間違った日本文化を教えて驚愕させている。
オタクくん
シバタの後輩。かなりのオタクでいつも「シルバー」では何かの機械をいじっている。これでも彼女がいる。
沢田（さわだ）
その名のとおり沢田研二にとてもよく似た風貌なのに、とんでもないダジャレを連発する男性。
盛田（もりた）
話を「盛って」ウソを連発するオヤジ。大概はバレてエライことになる。
掃除の奥さん
「シルバー」がお稲荷さんに戻った昼間、いつも境内を掃除しているおばあさん。「杉平健」の大ファン。

## 単行本
- 森真理『銀のしっぽ』小学館〈ビッグコミックススペシャル〉
  - 第1集 2004年1月30日発売 ISBN 4091877613
  - 第2集 2004年7月30日発売 ISBN 4091877621
  - 第3集 2007年1月30日発売 ISBN 9784091810632
  - 大吟醸スペシャル よりぬき傑作選 2008年5月30日発売 ISBN 9784091820051
  - プレミアム大吟醸 よりぬき超傑作選 2016年2月29日発売 ISBN 9784091875785